# Дарлоу, Карл
Карл Да́рлоу (англ. Karl Darlow; род. 8 октября 1990, Нортгемптон) — английский и валлийский футболист, вратарь клуба «Лидс Юнайтед» и сборной Уэльса.

## Биография

### «Ноттингем Форест»
Дарлоу до 16 лет занимался в молодёжной системе «Астон Виллы», после чего перешёл в «Ноттингем Форест». До 2011 года он выступал за молодёжную и резервную команды клуба, в основном составе дебютировал 7 мая 2011 года в матче последнего тура чемпионата Футбольной лиги против «Кристал Пэлас», заменив во втором тайме Ли Кэмпа.
8 марта 2012 года Дарлоу для получения игровой практики был отправлен в аренду в клуб Национальной лиги «Ньюпорт Каунти» сроком на один месяц, позднее аренда была продлена ещё на месяц. «Ньюпорт» пытался зарегистрировать Дарлоу для участия в матчах Трофея Футбольной ассоциации, но ассоциация не получила вовремя документы и, несмотря на поддержанную ФИФА апелляцию клуба, не разрешила Карлу участвовать в финале турнира.
13 августа 2012 года Дарлоу впервые вышел в основном составе «Ноттингем Форест» и отыграл весь матч против «Флитвуд Таун» в Кубке Футбольной лиги. В октябре он подписал с клубом новый трёхлетний контракт. В сентябре 2012 года Дарлоу был отправлен в аренду в клуб Первой Футбольной лиги «Уолсолл» на месяц. Он хорошо проявил себя, благодаря чему аренда несколько раз продлевалась. В декабре «Ноттингем» вернул Дарлоу в команду, поскольку травму получил резервный вратарь Димитар Евтимов. В январе 2013 года Карл вновь отправился в «Уолсолл», но уже через десять дней «Ноттингем» снова вернул его.
В начале 2013 года основной вратарь «Ноттингем Форест» Ли Кэмп, не сумев договориться с клубом о заключении нового контракта, получил от тренера Алекса Маклиша разрешение стать свободным агентом. Место в воротах доверили Карлу Дарлоу. До конца сезона он провёл двадцать матчей в чемпионате и продемонстрировал в них высокий класс. Летом 2013 года, несмотря на приход в команду опытного вратаря Доруса де Вриеса, Дарлоу сохранил за собой место в воротах и заключил с клубом новый контракт на четыре года. Новый тренер «Ноттингема» Билли Дэвис заявил, что свой контракт Карл полностью заслужил первоклассной игрой.

### «Ньюкасл Юнайтед»
9 августа 2014 года Дарлоу вместе с партнёром по команде, защитником Джамаалом Ласселлсом, перешёл в «Ньюкасл Юнайтед», с которым подписал долгосрочный контракт. Сумма трансфера официально не разглашалась, однако предполагается, что «Ньюкасл» заплатил за обоих игроков около 5 млн фунтов. По условиям сделки Дарлоу и Ласселлс ещё сезон должны были провести в «Ноттингем Форест». В сезоне 2014/2015 Дарлоу остался основным вратарём «Ноттингема».
Летом 2015 года Дарлоу присоединился к «Ньюкаслу». 25 августа он отстоял в воротах «Ньюкасла» весь матч Кубка лиги против «Нортгемптон Тауна», команды из его родного города. Матч завершился победой «Ньюкасла» со счётом 4:1. В дальнейшем Дарлоу был запасным вратарём, а также играл за молодёжный состав клуба. 28 декабря 2015 года он дебютировал в английской Премьер-лиге, заменил в заболевшего Роба Эллиота в матче против «Вест Бромвич Альбион». Дебют у Дарлоу вышел неудачным, он допускал по ходу игры ошибки, нервничал, а в концовке встречи пропустил гол. 31 марта 2016 года, за восемь туров до конца сезона Премьер-лиги, Дарлоу получил место основного вратаря «Ньюкасла» после того, как из-за травм выбыли из строя Тим Крул и Роб Эллиот. 30 апреля в матче с «Кристал Пэлас» Дарлоу отразил удар с пенальти Йоана Кабая, благодаря чему его команда одержала важную победу со счётом 1:0 и улучшила свои шансы остаться в Премьер-лиге. Однако по итогам сезона «Ньюкасл» всё-таки покинул Премьер-лигу.

### Сборная
Дарлоу является внуком бывшего игрока футбольной сборной Уэльса Кена Лика. Благодаря этому родству он имеет право на международном уровне представлять Уэльс, хотя сам родился в Англии. В феврале 2013 года Дарлоу отклонил вызов в сборную Уэльса, но позже, в 2024 году принял вызов, и стал выступать за Уэльс на международном уровне.  .

## Достижения
«Ньюкасл Юнайтед»
- Победитель Чемпионшипа Английской футбольной лиги: 2016/17

«Лидс Юнайтед»
- Победитель Чемпионшипа Английской футбольной лиги: 2024/25

## Статистика
| Клуб                        | Сезон                       | Национальный чемпионат      | Национальный чемпионат | Национальный чемпионат | Национальные кубки | Национальные кубки | Еврокубки | Еврокубки | Всего | Всего |
| Клуб                        | Сезон                       | Лига                        | Игры                   | Голы                   | Игры               | Голы               | Игры      | Голы      | Игры  | Голы  |
| --------------------------- | --------------------------- | --------------------------- | ---------------------- | ---------------------- | ------------------ | ------------------ | --------- | --------- | ----- | ----- |
| Ноттингем Форест            | 2010/2011                   | Чемпионат ФЛ                | 1                      | 0                      | 0                  | 0                  | 0         | 0         | 1     | 0     |
| Ньюпорт Каунти              | 2011/2012                   | Национальная лига           | 8                      | 0                      | 0                  | 0                  | 0         | 0         | 8     | 0     |
| Ноттингем Форест            | 2012/2013                   | Чемпионат ФЛ                | 20                     | 0                      | 1                  | 0                  | 0         | 0         | 21    | 0     |
| Уолсолл                     | 2012/2013                   | Первая лига                 | 9                      | 0                      | 1                  | 0                  | 0         | 0         | 10    | 0     |
| Ноттингем Форест            | 2013/2014                   | Чемпионат ФЛ                | 43                     | 0                      | 2                  | 0                  | 0         | 0         | 45    | 0     |
| Ноттингем Форест            | 2014/2015                   | Чемпионат ФЛ                | 42                     | 0                      | 2                  | 0                  | 0         | 0         | 44    | 0     |
| Всего за «Ноттингем Форест» | Всего за «Ноттингем Форест» | Всего за «Ноттингем Форест» | 106                    | 0                      | 5                  | 0                  | 0         | 0         | 111   | 0     |
| Ньюкасл Юнайтед             | 2015/2016                   | Премьер-лига                | 9                      | 0                      | 1                  | 0                  | 0         | 0         | 10    | 0     |
| Ньюкасл Юнайтед             | 2016/2017                   | Чемпионат ФЛ                | 2                      | 0                      | 2                  | 0                  | 0         | 0         | 4     | 0     |
| Всего за «Ньюкасл Юнайтед»  | Всего за «Ньюкасл Юнайтед»  | Всего за «Ньюкасл Юнайтед»  | 11                     | 0                      | 3                  | 0                  | 0         | 0         | 14    | 0     |
| Всего за карьеру            | Всего за карьеру            | Всего за карьеру            | 134                    | 0                      | 9                  | 0                  | 0         | 0         | 143   | 0     |